# 默农库尔
默农库尔（法語：Menoncourt，法語發音：[mənɔ̃kuʁ]）是法国勃艮第-弗朗什-孔泰大区贝尔福地区省的一个市镇，位于该省中部偏东北，属于贝尔福区。

## 地理
默农库尔（47°40'14"N, 6°56'38"E）面积4.7 平方千米，位于法国勃艮第-弗朗什-孔泰大區贝尔福地区省，该省份为法国东北部内陆省份，东临上莱茵省，北起孚日省，西接上索恩省，南与杜省和瑞士接壤。
与默农库尔接壤的市镇（或旧市镇、城区）包括：昂茹泰、伯通维利耶、埃格尼格、拉科隆日、拉里维耶尔、法方、圣日耳曼勒沙特莱。

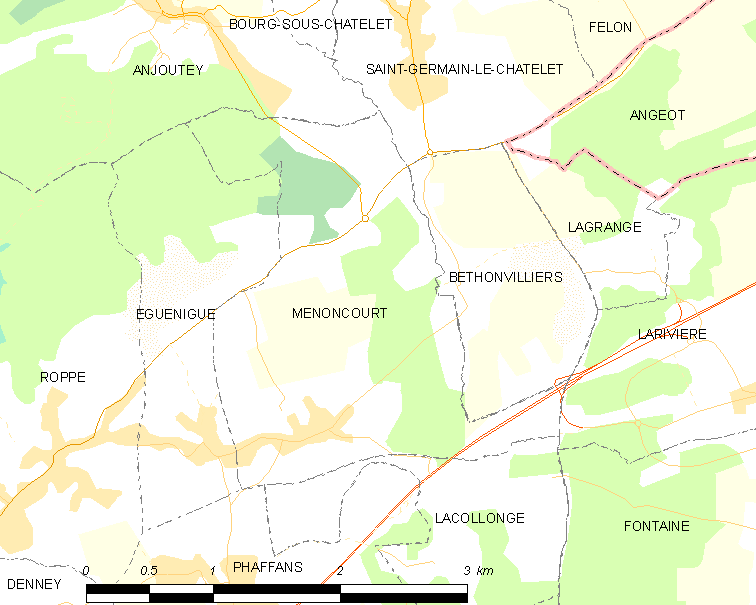
默农库尔的OSM定位图

默农库尔的时区为UTC+01:00、UTC+02:00（夏令时）。

## 行政
默农库尔的邮政编码为90150，INSEE市镇编码为90067。

## 政治
默农库尔所属的省级选区为格朗维拉尔县。

## 人口

1962-2008年间默农库尔人口变化图示

默农库尔于2022年1月1日时的人口数量为391人。